# Fulvoflamma eucalypti
Fulvoflamma eucalypti är en svampart som beskrevs av Crous 2006. Fulvoflamma eucalypti ingår i släktet Fulvoflamma, ordningen Rhytismatales, klassen Leotiomycetes, divisionen sporsäcksvampar och riket svampar.   Inga underarter finns listade i Catalogue of Life.